# Baho
Baho is een gemeente in het Franse departement Pyrénées-Orientales (regio Occitanie). De plaats maakt deel uit van het arrondissement Perpignan. Baho telde op 1 januari 2022 3.266 inwoners.

## Geografie
De oppervlakte van Baho bedroeg op 1 januari 2022 7,9 vierkante kilometer; de bevolkingsdichtheid was toen 413,4 inwoners per km².

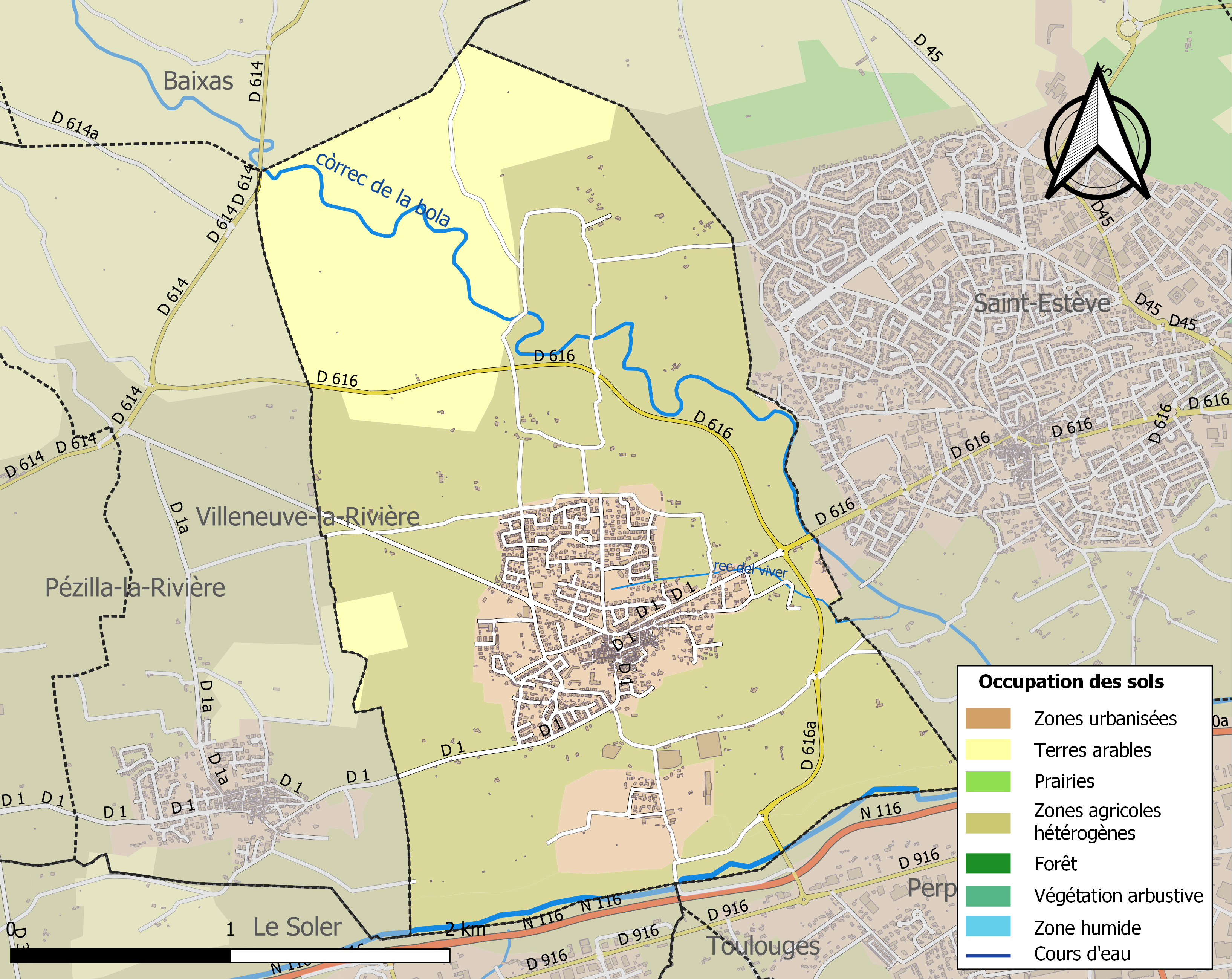
Kaart van de gemeente met de belangrijkste infrastructuur, bodemgebruik en omliggende gemeenten

## Politiek

### Lijst van burgemeesters
| Naam burgemeester    | Ambtsperiode |
| -------------------- | ------------ |
|                      |              |
| Antoine Morat        | ? - 1815     |
| François Sauret fils | 1815 - ?     |
|                      |              |
| Guy Casadevall       | 1983 - 2008  |
| Patrick Got          | 2008 -       |

## Demografie
Onderstaande figuur toont het verloop van het inwonertal (bron: INSEE-tellingen).